# California Girls
〈California Girls〉는 미국의 록 밴드 비치 보이스가 1965년 발표한 음반 《Summer Days (And Summer Nights!!)》에 수록된 곡이다. 브라이언 윌슨과 마이크 러브가 공동으로 작곡하였으며, 가사는 밴드가 처음으로 유럽을 순회 공연하면서 느낀 경험에서 부분적으로 영감을 받아 전 세계 여성들에 대한 찬사를 담고 있다. 이 곡은 〈Let Him Run Wild〉를 B면으로 하여 싱글로 발매되었으며, 미국 빌보드 핫 100 차트에서 3위를 기록하였다. 또한 여러 나라에서 상위 10위권에 오르며, 비치 보이스의 세계적인 성공을 거둔 대표곡 중 하나가 되었다.
〈California Girls〉는 윌슨이 처음으로 LSD를 복용하던 중 여성들과 서부 영화 음악에 대해 생각하면서 구상한 곡이다. 이 곡은 관현악풍의 전주, 다층적인 보컬 하모니, 반음계적 진행 등으로 특징지어진다. 윌슨은 이후 이 곡을 "청춘에 바치는 찬가", 비치 보이스의 "국가"이자 자신이 만든 곡 중 가장 좋아하는 레코드라고 표현했으나, 보컬 퍼포먼스에는 만족하지 못했다고 밝혔다. 또한 이 곡은 투어링 멤버였던 브루스 존스턴이 처음으로 참여한 녹음이기도 하며, 당시 그는 아직 정식 멤버가 아니었다.
〈California Girls〉는 비틀즈의 패러디 곡 〈Back in the U.S.S.R.〉를 비롯해, 비슷하거나 동일한 제목의 여러 곡들에 영감을 주었다. 그 예로 빅 스타의 〈September Gurls〉, 매그네틱 필즈의 〈California Girls〉, 케이티 페리의 〈California Gurls〉 등이 있다. 1984년에는 데이비드 리 로스가 이 곡을 커버하여 발표했으며, 이 버전 역시 빌보드 차트 3위에 올랐다. 2010년에는 비치 보이스의 오리지널 녹음이 그래미 명예의 전당에 헌액되었고, 2011년에는 《롤링 스톤》이 선정한 역사상 가장 위대한 노래 500곡 목록에서 72위에 올랐다. 또한 로큰롤 명예의 전당은 이 곡을 "로큰롤을 형성한 500곡" 중 하나로 선정하였다.

## 배경
일부 증언에 따르면 브라이언 윌슨은 친구 로렌 슈워츠의 감독 아래 처음으로 환각제 LSD를 복용하던 중 〈California Girls〉를 떠올리게 되었다고 한다. 윌슨은 2004년 다큐멘터리 《Beautiful Dreamer》에서 이 곡을 첫 번째 LSD 경험 중에 썼다고 밝히며 이를 뒷받침했으나, 2021년 다큐멘터리 《Long Promised Road》에서는 해당 여행 이후의 일주일 동안 술에 취하지 않은 상태에서 작곡했다고 진술했다.
2007년 인터뷰에서 윌슨은 자신이 피아노 앞에 앉아 "서부 영화 음악을 떠올리고 있었습니다. 그리고 자리에 앉아 '범-버디다, 범-버디다' 하는 식으로 연주하기 시작했습니다. 그렇게 한 시간 정도를 연주했습니다. 그러다 보니 코드가 나왔고, 그다음에는 멜로디가 금방 떠올랐습니다."라고 설명했다. 그는 〈California Girls〉가 드리프터스의 〈On Broadway〉에서 느껴지는 분위기를 담아내기 위해 작곡된 곡이라고 밝혔으며, 다른 자리에서는 이 곡의 셔플 리듬이 바흐의 〈예수, 인간 소망의 기쁨〉에서 영향을 받았다고 말하기도 했다.
다음 날, 윌슨은 자신과 밴드 동료 마이크 러브가 나머지 곡을 완성했다고 회상했다. 러브는 원래 이 곡의 공동 작곡가로 공식 등재되지 않았으나, 1990년대에 저작권 관련 소송에서 승소한 후에야 작곡가 크레딧을 인정받았다. 그는 곡이 발매되었을 때 크레딧 누락 문제로 윌슨에게 문제를 제기했으며, 윌슨이 이 실수가 밴드의 출판사이자 윌슨의 아버지인 머리 윌슨의 잘못이라고 말했다고 전했다. 1988년 인터뷰에서 브라이언 윌슨은 자신이 잘못했다고 밝혔으며, "아버지가 내 이름만 올려서 실수를 저질렀다는 걸 알았다."라고 말했다. 세션 뮤지션 캐롤 케이가 녹음에 참여했는데, 그녀는 곡의 모든 음악은 윌슨의 작품이며, 다리 부분 마지막에 자신이 만든 베이스 필만 예외라고 평가했다.
윌슨과 러브는 이후 가사 기여도에 대해 의견 차이를 보였다. 러브는 "I wish they all could be California girls"를 제외한 모든 가사를 자신이 썼다고 주장하며, 녹음 세션 중 백 트랙 작업이 진행되던 스튜디오 복도에서 "한 시간도 채 되지 않아" 가사를 완성했다고 회상했다. 이에 대해 윌슨은 러브의 주장을 반박하며 "저도 많은 가사를 썼습니다. 우리 둘이 한 줄 한 줄 주고받으며 썼습니다. 그것이 사실입니다."라고 말했다. 그는 곡의 첫 구절과 주제를 떠올렸으며, "나머지 구절들은 그의 것이거나 제 것이었습니다. 모두가 여자를 좋아하잖습니까? 모두가 캘리포니아와 태양을 좋아합니다. 그것이 제가 이 곡에서 표현하고 싶었던 내용입니다. 그리고 미국 각 지역을 언급하는 것도 재미있고, 사람들이 좋아할 것이라고 생각했습니다."라고 덧붙였다.